# مسعود بن خالد
مسعود بن خالد بن عامر بن مُخَلد الخزرجي الأنصاري صحابي جليل من قبيلة الخزرج من الأنصار شهد مع النبي محمد ﷺ غزوة بدر وغزوة أحد.